# Tony Kanaan
Antoine Rizkallah "Tony" Kanaan Filho (ur. 31 grudnia 1974 roku w Salvador) – brazylijski kierowca wyścigowy, mistrz Indy Racing League z 2004 roku.

## Początek kariery oraz CART
W latach 1996–1997 startował w serii Indy Lights. W drugim sezonie, reprezentując barwy zespołu Tasman Motorsport został mistrzem tej serii, wyprzedzając Hélio Castronevesa. To otworzyło mu drogę do cyklu CART, gdzie debiutował w 1998 roku (również w zespole Tasman).
W swoim pierwszym sezonie CART został zdobył tytuł debiutanta roku, a w klasyfikacji generalnej zajął dziewiąte miejsce. W 1999 roku przeniósł się do zespołu Forsythe Championship Racing. Podczas dwunastej rundy sezonu na torze Michigan International Speedway odniósł swoje pierwsze – i jak się okazało – jedyne zwycięstwo w CART. Na ostatnim okrążeniu tego wyścigu wykorzystał fakt, że w bolidzie Maxa Papisa zabrakło paliwa, a tuż przed metą odparł brawurowy atak Juana Pablo Montoi.
W latach 2000–2002 startował w barwach zespołu Mo Nunna, lecz bez większych sukcesów. W 2000 roku musiał opuścić kilka wyścigów z powodu kontuzji nadgarstka, jakiej nabawił się na torze Belle Isle w Detroit.

## Indy Racing League
W 2003 roku przeniósł się do serii Indy Racing League, gdzie podpisał umowę z zespołem Andretti Green Racing. W jego barwach startował przez osiem sezonów.
W 2004 roku zanotował największy sukces w swojej karierze, zostając mistrzem IRL. W trakcie sezonu odniósł trzy zwycięstwa, a w 15 z 16 wyścigów przyjeżdżał na metę w pierwszej piątce. W kolejnym sezonie uplasował się na drugiej pozycji w klasyfikacji generalnej, jednak ze sporą stratą do Dana Wheldona.
W 2007 roku odniósł najwięcej zwycięstw (pięć), lecz nie odrobił strat z początku sezonu i zajął trzecie miejsce w klasyfikacji końcowej. Podobnie w kolejnym sezonie był trzeci.
Sezon 2009 rozpoczął bardzo dobrze, po trzech wyścigach był liderem klasyfikacji, jednak podczas wyścigu w Indianapolis miał groźnie wyglądający wypadek, po którym jego wyniki były już gorsze. Ponadto podczas wyścigu w Edmonton w trakcie wizyty w boksie wybuchł pożar. Po wyciągnięciu węża doprowadzającego paliwo nie zadziałała blokada i część samochodu wraz z kierowcą została opryskana etanolem który po chwili się zapalił. Kanaan wyszedł z tego incydentu bez szwanku, wyjątkiem były jego kciuki na których stwierdzono oparzenia pierwszego i drugiego stopnia. Ostatecznie Brazylijczyk zakończył sezon na szóstym miejscu, po raz pierwszy od 2002 roku nie odnosząc nawet jednego zwycięstwa.
Po sezonie 2010 zespół Andretti Autosport w związku z wycofaniem się głównego sponsora samochodu Kanaana, rozwiązał z nim obowiązujący wieloletni kontrakt. Zanosiło się na to, że Brazylijczyk nie wystartuje w nowym sezonie, jednak na kilka dni przed pierwszym wyścigiem ogłoszono, że podpisał umowę z zespołem KV Racing Technology.
W 2013 po raz pierwszy w karierze zwyciężył w Indianapolis 500. Tym samym poprawił swój dotychczasowy najlepszy wynik w tym wyścigu z 2004 roku kiedy to zajął drugie miejsce.

## Starty w karierze
| Sezon | Seria              | Zespół                | Starty | PP | Zwyc. | Punkty | Pozycja |
| ----- | ------------------ | --------------------- | ------ | -- | ----- | ------ | ------- |
| 1995  | Włoska Formuła 3   | Tatuus                | 20     | 0  | 1     | 111    | 5.      |
| 1996  | Indy Lights        | Tasman Motorsports    | 12     | 2  | 2     | 113    | 2.      |
| 1997  | Indy Lights        | Tasman Motorsports    | 13     | 3  | 2     | 156    | 1.      |
| 1998  | CART               | Tasman Motorsports    | 19     | 0  | 0     | 92     | 9.      |
| 1999  | CART               | Forsythe Racing       | 20     | 1  | 1     | 85     | 11.     |
| 2000  | CART               | Mo Nunn Racing        | 16     | 0  | 0     | 24     | 19.     |
| 2001  | CART               | Mo Nunn Racing        | 19     | 1  | 0     | 93     | 9.      |
| 2002  | CART               | Mo Nunn Racing        | 19     | 2  | 0     | 99     | 12.     |
| 2002  | Indy Racing League | Mo Nunn Racing        | 1      | 0  | 0     | 2      | 50.     |
| 2003  | IRL IndyCar Series | Andretti Green Racing | 16     | 3  | 1     | 476    | 4.      |
| 2004  | IRL IndyCar Series | Andretti Green Racing | 16     | 2  | 3     | 618    | 1.      |
| 2005  | IRL IndyCar Series | Andretti Green Racing | 17     | 1  | 2     | 548    | 2.      |
| 2006  | IRL IndyCar Series | Andretti Green Racing | 14     | 0  | 1     | 388    | 6.      |
| 2007  | IRL IndyCar Series | Andretti Green Racing | 17     | 2  | 5     | 576    | 3.      |
| 2008  | IRL IndyCar Series | Andretti Green Racing | 18     | 2  | 1     | 513    | 3.      |
| 2009  | IRL IndyCar Series | Andretti Green Racing | 17     | 0  | 0     | 386    | 6.      |
| 2010  | IRL IndyCar Series | Andretti Autosport    | 17     | 0  | 1     | 453    | 6.      |
| 2011  | IRL IndyCar Series | KV Racing Technology  | 17     | 0  | 0     | 366    | 5.      |
| 2012  | IRL IndyCar Series | KV Racing Technology  | 15     | 0  | 0     | 351    | 9.      |
| 2013  | IRL IndyCar Series | KV Racing Technology  | 19     | 0  | 1     | 397    | 11.     |
| 2014  | IRL IndyCar Series | Chip Ganassi Racing   | 18     | 0  | 1     | 554    | 7.      |
| 2015  | IRL IndyCar Series | Chip Ganssi Racing    | 17     | 0  | 0     | 431    | 8.      |
| 2016  | IRL IndyCar Series | Chip Ganassi Racing   | 17     | 0  | 0     | 461    | 7.      |
| 2017  | IRL IndyCar Series | Chip Ganassi Racing   | 18     | 0  | 0     | 403    | 10.     |
| 2018  | IRL IndyCar Series | A.J. Foyt Enterprises | 18     | 0  | 0     | 312    | 16.     |
| 2019  | IRL IndyCar Series | A.J. Foyt Enterprises | 18     | 0  | 0     | 304    | 15.     |
| 2020  | IRL IndyCar Series | A.J. Foyt Enterprises | 6      | 0  |       | 106    | 24.     |
| 2021  | IRL IndyCar Series | Chip Ganassi Racing   | 4      | 0  | 0     | 96     | 28.     |

## Starty w Indianapolis 500
| Rok  | Nadwozie | Silnik    | Start | Wynik | Uwagi   |
| ---- | -------- | --------- | ----- | ----- | ------- |
| 2002 | G-Force  | Chevrolet | 5     | 28    | Wypadek |
| 2003 | Dallara  | Honda     | 2     | 3     |         |
| 2004 | Dallara  | Honda     | 5     | 2     |         |
| 2005 | Dallara  | Honda     | 1     | 8     |         |
| 2006 | Dallara  | Honda     | 5     | 5     |         |
| 2007 | Dallara  | Honda     | 2     | 12    |         |
| 2008 | Dallara  | Honda     | 6     | 29    | Wypadek |
| 2009 | Dallara  | Honda     | 6     | 27    | Wypadek |
| 2010 | Dallara  | Honda     | 33    | 11    |         |
| 2011 | Dallara  | Honda     | 22    | 4     |         |
| 2012 | Dallara  | Chevrolet | 8     | 3     |         |
| 2013 | Dallara  | Chevrolet | 12    | 1     |         |
| 2014 | Dallara  | Chevrolet | 16    | 26    |         |
| 2015 | Dallara  | Chevrolet | 4     | 26    | Wypadek |
| 2016 | Dallara  | Chevrolet | 18    | 4     |         |
| 2017 | Dallara  | Chevrolet | 7     | 5     |         |
| 2018 | Dallara  | Chevrolet | 10    | 25    | Wypadek |
| 2019 | Dallara  | Chevrolet | 16    | 9     |         |
| 2020 | Dallara  | Chevrolet | 23    | 19    |         |
| 2021 | Dallara  | Chevrolet | 9     | 5     |         |